# Barunai
Barunai is een bestuurslaag in het regentschap Lebak van de provincie Banten, Indonesië. Barunai telt 1913 inwoners (volkstelling 2010).